# Dois Irmãos do Tocantins
Dois Irmãos do Tocantins est une municipalité brésilienne située dans l'État du Tocantins.